# Pestalotiopsis baarnensis
Pestalotiopsis baarnensis är en svampart som beskrevs av Steyaert 1949. Pestalotiopsis baarnensis ingår i släktet Pestalotiopsis och familjen Amphisphaeriaceae.   Inga underarter finns listade i Catalogue of Life.